# Così è la vita (brano musicale Mariella Nava)
Così è la vita è un singolo della cantautrice italiana Mariella Nava uscito solo per il circuito radiofonico il 24 febbraio 1999 su etichetta Baraonda Edizioni Musicali/Calycanthus.

## Descrizione
Il brano è stato presentato al Festival di Sanremo 1999 dove si è classificato al terzo posto e ha vinto il premio come miglior musica a pari merito con il brano Non ti dimentico (se non ci fossero le nuvole) di Antonella Ruggiero.
È contenuto nell'album omonimo Così è la vita, uscito nei giorni successivi al festival.

## Tracce
Testi e musiche di Mariella Nava.
1. Così è la vita – 4:24

## Formazione
- Mariella Nava - voce
- Roberto Guarino - chitarre
- Maurizio Galli - basso
- Enzo Di Vita - spazzole
- Renato Serio - archi scritti e diretti
- Solis String Quartet - quartetto